# Spitzberg Wurzen
Spitzberg Wurzen este o arie protejată (arie de protecție specială avifaunistică — SPA) din Germania întinsă pe o suprafață de 226 ha, integral pe uscat.

## Localizare
Centrul sitului Spitzberg Wurzen este situat la coordonatele 51°23′30″N 12°45′12″E / 51.3917°N 12.7533°E.

## Înființare
Situl Spitzberg Wurzen a fost declarat arie de protecție specială avifaunistică în noiembrie 2006 pentru a proteja 14 specii de animale.

## Biodiversitate
Situată în ecoregiunea continentală, aria protejată nu include niciun habitat protejat.
La baza desemnării sitului se află mai multe specii protejate de  păsări (14): rață mică (Anas crecca crecca), Anas platyrhynchos platyrhynchos, Ardea cinerea cinerea, erete de stuf (Circus aeruginosus), cristeiul de câmp (Crex crex), lebădă de vară (Cygnus olor), presură sură (Emberiza calandra), Fulica atra atra, becațină comună (Gallinago gallinago), capîntortură (Jynx torquilla), sfrâncioc roșiatic (Lanius collurio), gaia roșie (Milvus milvus), mărăcinar (Saxicola rubetra), silvie porumbacă (Sylvia nisoria).
Pe lângă speciile protejate, pe teritoriul sitului au mai fost identificate 1 specie de păsări.